# Georg Pacher
Georg Pacher (* 1953; † 8. Juli 2014) war ein österreichischer Automobilrennfahrer.

## Karriere
Georg Pacher fing 1977 im Tourenwagensport seine Motorsportlaufbahn an. In den Jahren 1979, 1981 und 1983 trat er im Alfa-Romeo-Markenpokal, dem Alfa Romeo Alfasud Europacup bzw. späteren Alfasprint Europacup an. Dort konnte er 1983 mit dem achten Rang sein bestes Ergebnis in der Rennserie feiern.
Von 1984 bis 1986 startete er zunächst mit einem BMW 635 CSi, später mit einem Ford Sierra XR4Ti in der 3. Division der der Tourenwagen-Europameisterschaft (ETCC). Sein bestes Rennergebnis, einen achten Platz, erreichte er zusammen mit Karl Oppitzhauser beim 500-km-Rennen von Monza 1985.
Von 1987 bis 1989 trat Pacher beim Porsche 944 Turbo Cup an. Mit dem Gewinn des Vizemeistertitels 1988 erzielte er sein bestes Ergebnis in diesem Markenpokal.
Er fuhr 1990 und 1992 jeweils eine Saison im Porsche Carrera Cup Deutschland und kam im ersten Jahr auf den siebten Rang und bei seiner zweiten Teilnahme auf den sechsten Rang in der Gesamtwertung.
1995 fuhr er beim 4-Stunden-Rennen auf dem Nürburgring zusammen mit André Ahrlé und Frank Böhm in einem Porsche 964 Carrera RSR 3.8 ein Rennen in der BPR Global GT Endurance Series. Das Rennen beendete das Trio für das Team Mühlbauer Motorsport mit dem 12. Platz.
Ab 2001 trat er bei Bergrennen mit Rennwagen, die auf den Steyr-Puch 650 TR basierten, an. Zuletzt setzte er 2010 einen speziell für Bergrennen aufgebauten Fiat 500 PRC-Abarth ein.
Am 8. Juli 2014 verstarb Georg Pacher nach einer langen Erkrankung.